# The Moth Diaries
The Moth Diaries (bra: Relação Mortal) é um filme de terror dirigido pela irlandesa e canadense Mary Harron e baseado em um romance de mesmo nome de Rachel Klein de 2002.

## Sinopse
Num exclusivo internato de meninas, Rebecca (Sarah Bolger), uma adolescente de dezesseis anos de idade, registra seus pensamentos mais íntimos em um diário. Dois anos antes, o pai de Rebecca, um poeta melancólico, comete suicídio cortando o pulso. Sua mãe Rebecca transferida para esta escola, na esperança de ajudar a filha a escapar das memórias sombrias da morte de seu pai. Com a ajuda de sua melhor amiga e companheira de quarto, Lucy (Sarah Gadon), e muitas outras meninas, Rebecca logo se recupera.

## Recepção
O filme foi exibido fora da competição no Festival Internacional de Cinema de Veneza 68th.

## Elenco
- Lily Cole - Ernessa Bloch
- Sarah Bolger - Rebecca
- Sarah Gadon - Lucy Black
- Valerie Tian - Charlotte  Charlie
- Melissa Farman - Dora
- Gia Sandhu - Kiki
- Laurence Hamelin - Sofia